# (36643) 2000 QW188
2000 QW188 (asteroide 36643) é um asteroide da cintura principal. Possui uma excentricidade de 0.08968210 e uma inclinação de 4.27380º.
Este asteroide foi descoberto no dia 26 de agosto de 2000 por LINEAR em Socorro.